# Stromatospongia
Stromatospongia är ett släkte av svampdjur. Stromatospongia ingår i familjen Astroscleridae.
Kladogram enligt Catalogue of Life:
| Stromatospongia | \| \| Stromatospongia micronesica \| \| \| \| \| \| Stromatospongia norae \| \| \| \| \| \| Stromatospongia vermicola \| \| \| \| |
|                 | \| \| Stromatospongia micronesica \| \| \| \| \| \| Stromatospongia norae \| \| \| \| \| \| Stromatospongia vermicola \| \| \| \| |
|                 | Astrosclera |
|                 | |
|                 | Ceratoporella |
|                 | |
|                 | Goreauiella |
|                 | |
|                 | Hispidopetra |
|                 | |
|                 | Stromatospongia micronesica |
|                 | |
|                 | Stromatospongia norae |
|                 | |
|                 | Stromatospongia vermicola |
|                 | |

|  | Stromatospongia micronesica |
|  |                             |
|  | Stromatospongia norae       |
|  |                             |
|  | Stromatospongia vermicola   |
|  |                             |